# Fan Bingbing
Fan Bingbing (Yantai, 16 september 1981) is een Chinese actrice, popzangeres en tv-producent. Ze werd geboren en groeide op in Yantai. 
Fan heeft deelgenomen aan meerdere buitenlandse films, zoals de Franse film Stretch (2011), de Koreaanse film My Way (2011) en X-Men: Days of Future Past (2014). Ze wordt wel een mode-icoon genoemd, omdat ze vaak aanwezig is op rode lopers, bij filmpremières en modeshows.

## Carrière
Fan Bingbings populariteit begon toen ze in 1999 een bijrol speelde in de eerste twee seizoenen van de televisieserie My Fair Princess. Ze had toen een contract met Chiung Yao's bedrijf maar wilde het beëindigen. Het bedrijf eiste daarop een miljoen yen, maar uiteindelijk moest Fan 200.000 yen betalen, omdat het contract vanwege haar leeftijd onrechtmatig was.
In 2000 ging ze dan werken met het bedrijf Huayi Brothers, waar ze speelde in talrijke televisieseries en films, zoals de film Cell Phone, waarvoor ze de prijs won voor beste actrice in de Hundred Flower Awards en genomineerd werd voor de Golden Rooster Awards en de Huiabiao Awards. Ze verliet de Huayi Brothers om haar eigen bedrijf op te richten: Fan BingBing Studio.

## Filmografie
- Yi jian zhong qing (2002)
- Ngo ga yau yat chek hiu dung see (2002)
- Cell Phone (2003)
- Chin gei bin II: Faa dou dai zin (2004)
- Qing dian da sheng (2005)
- Mo gong (2006)
- Xin zhong you gui (2007)
- Ai qing hu jiao zhuan yi (2007)
- Pingguo (2007)
- Gei sun yan (2007)
- Dou foh sin (2007)
- He yue qing ren (2007)
- Ming Yun Hu Jiao Zhuan Yi (2007)
- Jing mou moon (2008)
- Home Run (2008)
- Tao hua yun (2008)
- Xin Su shi jian (2009)
- Mai tian (2009)
- Fei Chang Wan Mei (2009)
- Shi yue wei cheng (2009)
- Mei loi ging chat (2010)
- Dong feng yu (2010)
- Rizhao Chongqing (2010)
- Guan yin shan (2010)
- Zhao shi gu er (2010)
- Stretch (2011)
- Xin shao lin si (2011)
- Jian dang wei ye (2011)
- Er ci pu guang (2011)
- My Way (2011)
- Iron Man 3 (2013)
- One Night Surprise (2013)
- Bai fa mo nu zhuan zhi ming yue tian guo (2014)
- X-Men: Days of Future Past (2014)
- Wan wu sheng zhang (2015)
- Wang chao de nu ren: Yang Gui Fei (2015)
- Jue di tao wang (2016)
- Feng shen chuan qi (2016)
- Wo bu shi Pan Jin Lian (2016)
- Jue ji (2016)
- Le portrait interdit (2017)
- Kong tian lie (2017)
- Zu zong shi jiu dai (2018)
- Airstrike (2018)
- Cell Phone 2 (2019)
- The 355 (2022)
- The King's Daughter (2022)